# 大衛·希克斯
大衛·馬修·希克斯（1975年8月7日—)，為基地組織之澳大利亞籍成員。曾被囚禁於古巴關塔那摩灣和澳大利亞阿德萊德，但已於2007年12月29日刑滿出獄。